# Thỏa ước Plaza
Thỏa ước Plaza hay Hiệp định Plaza (tiếng Anh: Plaza Accord) là thỏa ước tài chính được ký ngày 22 tháng 9 năm 1985 tại khách sạn Plaza, thành phố New York, Mỹ, bởi nhóm G5 khi đó gồm Mỹ, Nhật Bản, Đức, Anh và Pháp. Nhóm G5 đi đến thỏa thuận giảm giá đồng đô-la Mỹ so với đồng Yên Nhật và đồng Mác Đức (đơn vị tiền tệ của Cộng hòa liên bang Đức trước khi đồng Euro có hiệu lực) bằng cách can thiệp vào thị trường ngoại hối.
Trong vòng hai năm kể từ khi Thỏa thuận này có hiệu lực, tỷ giá hối đoái giữa đô la Mỹ và Yên Nhật đã giảm tới 51%. Phần lớn sự giảm giá này là nhờ khoản 10 tỷ đô-la bán ra của các ngân hàng trung ương liên quan. Đầu cơ tiền tệ tiếp tục khiến đồng đô-la xuống giá khi chấm dứt các hành động can thiệp. Việc đồng đô-la xuống giá này được hoạch định và thực thi với sự thông báo trước và rộng rãi, nó cũng không gây ra rối loạn ở các thị trường trên toàn cầu.
Mục đích của việc phá giá đồng đô-la Mỹ là:
- Cắt giảm thâm hụt tài khoản vãng lai của Hoa Kỳ đã tới 3,5% GDP;
- Giúp kinh tế Mỹ hồi phục từ khủng hoảng trầm trọng đầu những năm 1980.

## Tác động tới kinh tế Mỹ
Để kiềm chế lạm phát hồi đầu thập niên 1980, Cục dự trữ liên bang dưới quyền Paul Volker đã thực hiện chính sách tiền tệ thắt chặt. Lãi suất được nâng lên rất cao, trên 10%. Kết quả là các dòng vốn trên thế giới đổ dồn về Mỹ. Dollar Mỹ, vì thế lên giá, khiến cho xuất khẩu của Mỹ giảm trong khi nhập khẩu vào nước này tăng lên. Cán cân thương mại và tài khoản vãng lai trở nên xấu đi.
Thỏa ước Plaza đã thành công trong việc cắt giảm thâm hụt thương mại của Mỹ với Tây Âu nhưng thất bại trong mục tiêu cơ bản là hạn chế thâm hụt thương mại với Nhật Bản. Lý do là sự thâm hụt này bắt nguồn từ cơ cấu kinh tế chứ không từ các yếu tố tiền tệ. Hàng chế tạo của Mỹ trở nên cạnh tranh trong lĩnh vực xuất khẩu nhưng không thành công tại thị trường Nhật Bản do các biện pháp hạn chế nhập khẩu của Nhật Bản.

## Tác động tới kinh tế Nhật Bản
Do Thỏa ước Plaza, Yên Nhật lên giá nhanh chóng. Nền kinh tế Nhật Bản khi đó phụ thuộc vào xuất khẩu, nên việc tăng giá đồng Yên đe dọa tăng trưởng kinh tế của Nhật Bản. Nhật Bản đã phải sử dụng chính sách tiền tệ nới lỏng. Lãi suất được hạ xuống đã dẫn đến bong bóng bất động sản và bong bóng cổ phiếu ở nước này cuối những năm 1980. Để tăng sức cạnh tranh, các công ty Nhật Bản đã xây dựng nhiều cơ sở sản xuất ở nước ngoài, tạo thành làn sóng FDI của Nhật Bản.
Yên lên giá còn làm GDP của Nhật Bản tính bằng Dollar trở nên lớn hơn trước rất nhiều. Nói cách khác, người Nhật tự nhiên trở nên giàu có hơn, và đã mua nhiều tài sản ở khắp thế giới, từ các bức họa nổi tiếng đến các xưởng phim ở Hollywood. Họ cũng đi du lịch nhiều hơn và tiêu dùng nhiều hơn.
Những điều trên đã tạo ra bong bóng giá tài sản Nhật Bản. Sau này, bong bóng kinh tế tan vỡ là một trong những nguyên nhân dẫn tới sự đình đốn kinh tế kéo dài ở Nhật Bản suốt từ năm 1993 tới nay.